# Варенцов, Владимир Васильевич
Владимир Васильевич Варенцо́в (2 октября 1947, пос. Юрино, Нижегородская область, РСФСР  — 28 января 2011, Томск, Российская Федерация) — советский и российский актёр. Народный артист РФ (2001). Лауреат Государственной премии РСФСР им. К. С. Станиславского (1980).

## Биография
В 1968 году окончил Горьковское театральное училище.
- 1968—1971 — актёр Брянского областного драматического театра,
- 1971—1973 — актёр Тюменского областного драматического театра,
- 1973—1975 — актёр Кемеровского областного драматического театра,
- 1975—1976 — актёр Алтайского областного театра драмы,
- 1976—1990 — актёр Томского областного театра драмы,
- 1990—1993 — актёр Томского областного театра куклы и актёра «Скоморох».

С 1993 года — актёр Томского областного театра драмы.

## Награды и звания
- заслуженный артист РСФСР (1980)
- народный артист РФ (2001)
- Государственная премия РСФСР имени К. С. Станиславского (1980) — за исполнение роли Ефрема Мещерякова в спектакле «Солёная падь» С. П. Залыгина

## Творчество

### Роли в театре
- «На дне» М. Горького — Сатин
- «Ричард III» Шекспира — Ричард III
- «Золотой слон» А. А. Копкова — Мочалкин
- «Женитьба» Н. В. Гоголя — Кочкарёв
- «Прошлым летом в Чулимске» А. В. Вампилова — Еремеев
- «Только правда» Ж.-П. Сартра — Жорж де Валера
- «Солёная падь» С. П. Залыгина — Ефрем Мещеряков
- «Район посадки неизвестен» по В. С. Губареву — Николай

### Фильмография
- 1988 — Щенок — военрук Николай Севастьянович
- 1987 — Цвет корриды — Гончаров
- 1987 — На своей земле — инструктор райкома Колычев
- 1986 — Плата за проезд — Ярцев
- 1985 — Порох — капитан Петраков